# Abigail Strate
Abigail Strate (Calgary, 22 febbraio 2001) è una saltatrice con gli sci canadese.

## Biografia
Originaria di Calgary e attiva in gare FIS dal luglio del 2015, la Strate ha esordito in Coppa del Mondo l'11 dicembre 2016 a Nižnij Tagil (34ª), ai Campionati mondiali a Oberstdorf 2021, dove si è classificata 27ª nel trampolino normale, 28ª nel trampolino lungo, 11ª nella gara a squadre e 10ª nella gara a squadre mista, e ai Giochi olimpici invernali a Pechino 2022, dove ha vinto la medaglia di bronzo nella gara a squadre mista e si è piazzata 23ª nel trampolino normale. Il 28 gennaio 2023 ha conquistato il primo podio in Coppa del Mondo a Hinterzarten (3ª) e ai successivi Mondiali di Planica 2023 è stata 10ª nel trampolino normale, 15ª nel trampolino lungo e 6ª nella gara a squadre; a quelli di Trondheim 2025 è stata 5ª nel trampolino normale e 11ª nel trampolino lungo.

## Palmarès

### Olimpiadi
- 1 medaglia:
  - 1 bronzo (gara a squadre mista a Pechino 2022)

### Coppa del Mondo
- Miglior piazzamento in classifica generale: 11ª nel 2023
- 6 podi (5 individuali, 1 a squadre):
  - 2 secondi posti (1 individuale, 1 a squadre)
  - 4 terzi posti (individuali)